# Tinospora siamensis
Tinospora siamensis är en tvåhjärtbladig växtart som beskrevs av L.L. Forman. Tinospora siamensis ingår i släktet Tinospora och familjen Menispermaceae. Inga underarter finns listade i Catalogue of Life.